# Peter Simon Pallas
Aquest autor és citat en taxonomia animal amb el nom «Pallas».
Peter Simon Pallas (* 22 de setembre del 1741, Berlín - 8 de setembre del 1811, ibíd.), fou un zoòleg i botànic alemany, cèlebre pels seus treballs a Rússia.

## Biografia
Pallas nasqué a Berlín, fill d'un professor de cirurgia. Estudià amb tutors privats i s'interessà per la història natural. Posteriorment assistí a la Universitat de Halle i a la Universitat de Göttingen. El 1760 es traslladà a la Universitat de Leiden i obtingué el grau de doctor amb 19 anys.
Als anys següents, viatjà als Països Baixos i Londres, millorant els seus coneixements mèdics i quirúrgics. A Londres conegué Thomas Pennant, amb qui mantingué una abundant correspondència. De fet, fou Pallas el que proporcionà el material que permeté a Pennant escriure la seva Artic Zoology. La seva notorietat fou tal que amb tan sols 23 anys ja pertanyia a la Royal Society de Londres.
Posteriorment s'establí a La Haia. El nou sistema de classificació animal que proposà fou lloat per Georges Cuvier. Escrigué Miscellania Zoologica el 1766, que incloïa la descripció de nombrosos vertebrats nous per la ciència que havia descobert a les col·leccions del museu holandès. Planejà un viatge al sud d'Àfrica i les Índies Orientals però hagué de suspendre'l a causa del fet que el seu pare el cridà a Berlín. Allí començà a treballar en la seva Spicilegia Zoologica (1767-80).
El 1767 Pallas fou convidat per Catalina II de Rússia a l'Acadèmia de les Ciències de Sant Petersburg com a professor i entre el 1769 i el 1774 dirigí una expedició a Sibèria on recollí nombrosos espècimens. L'expedició explorà el curs alt del riu Amur, la mar Càspia així com els Urals i l'Altai arribant fins al llac Baikal.
Entre el 1793 i el 1794 dirigí una segona expedició al sud de Rússia, visitant Crimea i el mar Negre.
El 1772, Pallas s'assabentà que s'havia descobert un tros de metall de 700 kg trobat prop de la ciutat de Krasnoiarsk. Pallas disposà el seu transport fins a Sant Petersburg. L'anàlisi posterior del metall mostrà que es tractava d'un nou tipus de meteorit de ferro. Aquest nou tipus de meteorits es coneix des d'aleshores com pal·lasita, mentre que el meteorit en concret es diu Krasnoiarsk o a vegades ferro de Pallas (el nom se'l donà Ernst Chladni el 1794).
Entre 1778 i 1779 publicà Novae sepcies quadrupedum, e glirium ordine... on descrigué noves espècies de vertebrats de Sibèria.
Establí amistat amb Catalina II de Rússia, segurament pel seu comú origen germànic. L'emperadriu ordenà que Pallas tingués accés a totes les plantes recollides per altres naturalistes cosa que permeté a Pallas publicar la seva Flora Rossica (1784-1788).
A Berlín ha un carrer en honor seu (Pallas Straße).

## Obra
Posteriorment començà la seva gran obra, Zoographia Rosso-Àsia, que li duria la resta de la seva vida i que aparegué en quatre volums, l'últim després de la seva mort sota la direcció de Wilhelm Gottlieb Tilesius von Tilenau (1769-1857). La publicació de l'obra fou problemàtica tenint en compte la seva envergadura i el cost del projecte. L'obra aparegué sense les places el 1826 i completa el 1831.
Pallas realitzà una síntesi entre Linné i Buffon. Utilitzà el sistema binomial però admetia que les espècies no són estables de forma definitiva, sinó que poden evolucionar la seva aparença de forma notable a causa de factors climàtics.
Nombrosos animals porten el nom de Pallas, incloent-hi el gat de Pallas (Otocolobus manul), el sit de Pallas (Emberiza pallasi) o el boscaler de Pallas (Locustella certhiola).

### Publicacions
- Elenchus zoophytorum, sistens generum adumbrationes generaliores et specierum cognitarum succinctas descriptiones, cum selectis auctorum synonymis. van Cleef, Den Haag 1766
- Miscellanea zoologica, quibus novæ imprimis atque obscuræ animalum species describuntur et observationibus iconibusque illustrantur. Den Haag 1766
- Spicilegia zoologica. Berlin 1767-77
- Lyst der Plant-Dieren, bevattende de algemeene schetzen der geslachten en korte beschryvingen der bekende zoorten. van Paddenburg & van Schoonhoven, Utrecht 1768
- Naturgeschichte merkwürdiger Thiere. Berlin 1769-78
- Dierkundig mengelwerk, in het welke de nieuwe of nog duistere zoorten van dieren, door naauwkeurige afbeeldingen, beschryvingen en verhandelingen opgehelderd worden. van Paddenburg & van Schoonhoven, Utrecht 1770
- Reise durch verschiedene Provinzen des Russischen Reichs. St. Petersburg 1771-1801
- Continens quadrupedium, avium, amphibiorum, piscium, insectorum, molluscorum aliorumque marinorum fasciculos decem. Berlin 1774.
- Sammlungen historischer Nachrichten über die mongolischen Völkerschaften. St. Petersburg, Frankfurt, Leipzig 1776-1801
- Betrachtungen über die Beschaffenheit der Gebürge und Veränderungen der Erdkugel, besonders in Beziehung auf das Rußische Reich. Hartknoch, Frankfurt 1778
- Miscellanea zoologica. Leiden 1778
- Novae species quadrupedum e glirium ordine, cum illustrationibus variis complurium ex hoc ordine animalium. Walther, Erlangen 1778.
- Natuurlyke historie van nieuwe en nog weinig bekende soorten van dieren. van Esveldt & Holtrop, Amsterdam 1779
- Observations sur la formation des montagnes et les changements arrivés au globe. Segaud, St. Petersburg 1779
- Сравнительные словари всех языков и наречий, собранные десницею всевысочайшей особы. St. Petersburg 1787-89
- Bemerkungen auf einer Reise in die südlichen Statthalterschaften des Russischen Reichs, in den Jahren 1793 und 1794. Martini, Leipzig 1799-1803
- Enumeratio plantarum in horto Procopii a Demidof. St. Petersburg 1781
- Icones Insectorum praesertim Rossicae, Sibiriaeque peculiarium. Walther, Erlangen 1781-98
- Nordische Beyträge zur physikalischen und geographischen Erd- und Völkerbeschreibung, Naturgeschichte und Oekonomie. Logan, St. Petersburg 1781-96
- Observations sur la formation des montagnes et les changemens arrivès à notre globe. Méquignon, St. Petersburg 1782
- Flora Rossica seu Stirpium Imperii Rossici per Europam et Asiam, indigenarum descriptiones et icones. Weitbrecht, St. Petersburg 1784-88
- Linguarum totius orbis vocabularia comparativa. St. Petersburg 1786
- Путешествие по разным местам Российского государства. St. Petersburg 1786-1809
- Charakteristik der Thierpflanzen, worin von den Gattungen derselben allgemeine Entwürfe und von denen dazugehörigen Arten kurze Beschreibungen gegeben werden, nebst den vornehmsten Synonymen der Schriftsteller. Rasp, Nürnberg 1787
- Voyages de M. P. S. Pallas en différentes provinces de l'empire de Russie, et dans l'Asie septentrionale. Maradan, Paris 1788-93.
- Flora Rossica. Frankfurt 1789/90
- Voyages en Sibérie, extraits des journaux de divers savans voyageurs. Berna 1791
- An account of the different kinds of sheep found in the Russian dominions and among the Tartar hordes of Asia. Chapman, Edinburgo 1794
- Voyages du Professeur Pallas dans plusieurs provinces de l'empire de Russie et dans l'Asie septentrionale. Maradan, Paris 1794
- Краткое физическое и топографическое описание Таврической области. 1795
- Tableau physique et topographique de la Tauride. St. Petersburg 1795
- Physikalisch-topographisches Gemählde von Taurien. Logan, St. Petersburg 1796
- Tagebuch einer Reise, die im Jahr 1781 von der Gränzfestung Mosdok nach dem innern Caucasus unternommen worden. Logan, St. Petersburg 1797
- Plantae novae ex herbario et schedis defuncti Botanici Ioanni Sievers, Hannoverani, descriptae, Nova acta Academiae Scientiarum Imperialis Petropolitanae, Petropoli (St. Petersburg) 1797
- Observations faites dans un voyage entrepris dans les gouvernements méridionaux de l'empire de Russie, dans les années 1793 et 1794. Martini, Leipzig 1799-1801
- Species astragalorum. Martini, Leipzig 1800
- Illustrationes plantarum imperfecte vel nondum cognitarum. Leipzig 1803
- Travels through the southern provinces of the Russian empire, performed in the years 1793 and 1794. Ridgway & McMillan, Londres 1803
- Voyages entrepris dans les gouvernemens méridionaux de l'empire de Russie. Paris 1805
- Physikalisch-topographisches Gemälde von Taurien. Leipzig 1806
- Description du Tibet, d'après la Relation des Lamas Tangoutes, établis parmi les Mongols. Bossange, Masson & Besson, Paris 1808
- Animalia monocardia seu Frigidi sanguinis imperii Rosso Asiatici. 1811
- Travels through the southern provinces of the Russian empire, in the years 1793 and 1794. Stockdale, Londres 1812
- Viaggi del signor Pallas in diverse province dell'imperio Russo sino ai confini della China. Sonzogno, Mailand 1816
- Zoographia Rosso-Asiatica, sistens omnium animalium in extenso Imperio Rossico et adiacentibus maribus observatorum recensionem, domicilia, mores et descriptiones anatomen atque icones plurimorum. St. Petersburg 1831